# Mudalahippe, Holenarsipur
Mudalahippe là một làng thuộc tehsil Holenarsipur, huyện Hassan, bang Karnataka, Ấn Độ.